# Виды, зависимые от усилий по сохранению

Категории МСОП

Зависимы от усилий по сохранению (англ. Conservation Dependent (CD)) — видовая субкатегория Международного союза охраны природы (МСОП, IUCN) в соответствии с версией критериев и категорий классификации 2.3 (1994 год). С тех пор включение новых видов в неё не производится. Время от времени в ходе переклассификации видов отдельные записи покидают эту субкатегорию; в соответствии с директивами МСОП данный процесс будет продолжаться до тех пор, пока она полностью не опустеет.

## Описание
Упомянутая выше версия руководящего документа МСОП 2.3 от 1994 года устанавливала, что в рамках глобальной группы малого риска (англ. Low Risk, LR) надлежит выделять три подгруппы: «зависимы от усилий по сохранению» (англ. Conservation Dependent, LR/cd), «близки к уязвимому положению» (англ. Near Threatened, LR/nt) и «вызывающие наименьшие опасения» (англ. Least Concern, LR/lc). Рассматриваемая субкатегория при этом определялась следующим образом:

Виды, являющиеся объектом целенаправленной работы в рамках действующих программ, специфических для конкретного вида или среды обитания, прекращение которых приведёт к переходу вида в категорию «уязвимых» (англ. Vulnerable), «находящихся в опасности» (англ. Endangered) или «находящихся в особой опасности» (англ. Critically Endangered) в течение пяти лет.— Критерии и категории МСОП v2.3, 1994 год

## Представители
На декабрь 2015 года, МСОП все еще перечисляет 29 видов животных, зависящих от сохранения, и две популяции, зависящие от сохранения.

### Моллюски
- Hippopus hippopus
- Hippopus porcellanus
- Tridacna maxima
- Tridacna squamosa

### артроподы
- Artemia monica
- Attheyella yemanjae
- Canthocamptus campaneri
- Metacyclops campestris
- Murunducaris juneae
- Muscocyclops bidenatus
- Muscocyclops therasiae
- Neonemobius eurynotus
- Ponticyclops boscoi
- Spaniacris deserticola
- Stenopelmatus nigrocapitatus
- Thermocyclops parvus

### Рыбы
- Paracanthocobitis urophthalma
- Belontia signata
- Malpulutta kretseri
- Mistichthys luzonensis
- Pethia cumingii
- Pethia nigrofasciata
- Puntius titteya
- Rasboroides vaterifloris
- Systomus pleurotaenia

### Рептилии
- Melanosuchus niger
- Podocnemis expansa

### Млекопитающие
Субпопуляции и запасы
- Гренландский кит (1   субпопуляции)
- Северный синий кит (1   субпопуляции)

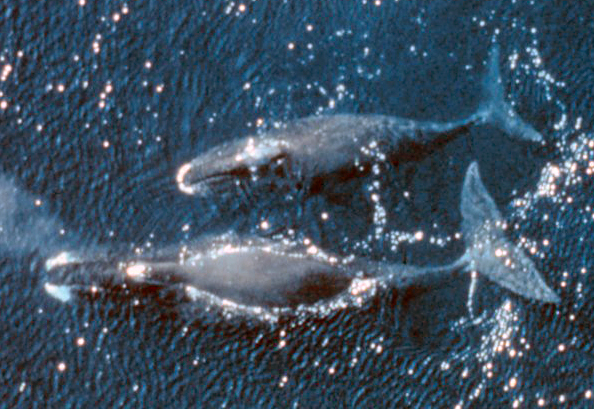
Гренландский кит
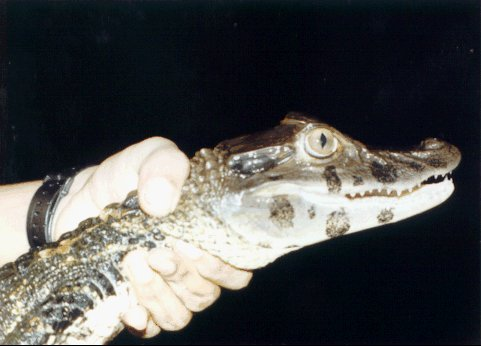
Чёрный кайман